# Costa Rica en los Juegos Parapanamericanos de 2023
La delegación costarricense participó en los VII Juegos Parapanamericanos que se desarrollaron en Santiago, Chile, entre los días 17 y 26 de noviembre de 2023. Los abanderados durante la inauguración fueron Sherman Güity y Camila Haase. En esta edición se registró la mejor actuación histórica de Costa Rica en Juegos Parapanamericanos, al finalizar el evento con 12 medallas (4 de oro, 5 de plata y 3 de bronce) y al terminar en la duodécima posición del medallero.

## Deportistas por disciplina
| Disciplina               | Hombres | Mujeres | Total |
| ------------------------ | ------- | ------- | ----- |
| Para atletismo           | 5       | 2       | 7     |
| Paraciclismo             | 2       | 0       | 2     |
| Para natación            | 2       | 2       | 4     |
| Para Taekwondo           | 1       | 0       | 1     |
| Para tenis de mesa       | 5       | 3       | 8     |
| Para Tiro con arco       | 1       | 1       | 2     |
| Tenis en silla de ruedas | 2       | 2       | 4     |
| Tiro Para deportivo      | 0       | 1       | 1     |
| Total                    | 18      | 11      | 29    |

## Medallistas
| Medalla           | Deportista                      | Deporte             | Evento                       | Fecha           |
| ----------------- | ------------------------------- | ------------------- | ---------------------------- | --------------- |
| Medalla de oro    | Sherman Güity                   | Para atletismo      | 200m T64 masculino           | 22 de noviembre |
| Medalla de oro    | Sherman Güity                   | Para atletismo      | 100m T64 masculino           | 24 de noviembre |
| Medalla de oro    | Andres Molina                   | Para taekwondo      | -80kg masculino              | 25 de noviembre |
| Medalla de oro    | Pilar Riveros                   | Tiro con arco       | Compuesto Open femenino      | 25 de noviembre |
| Medalla de plata  | Steven Roman                    | Para tenis de mesa  | Indivisual Clase 8 masculino | 18 de noviembre |
| Medalla de plata  | Paula Arana                     | Tiro para deportivo | Compuesto Open masculino     | 19 de noviembre |
| Medalla de plata  | Diego Quesada                   | Tiro con arco       | Compuesto Open masculino     | 22 de noviembre |
| Medalla de plata  | Camila Haase                    | Para natación       | 100m Pecho SB8 femenino      | 24 de noviembre |
| Medalla de plata  | Melissa Calvo                   | Para atletismo      | 100m T13 femenino            | 25 de noviembre |
| Medalla de bronce | Aneth Araya                     | Para tenis de mesa  | Indivisual Clase 8 femenino  | 18 de noviembre |
| Medalla de bronce | Camila Haase                    | Para natación       | 200m Combinado SM9 femenino  | 19 de noviembre |
| Medalla de bronce | Domingo Arguello y Steven Roman | Para tenis de mesa  | Dobles MD14 masculino        | 20 de noviembre |

## Medallas por disciplinas
| Deporte             |   |   |   |    |
| ------------------- | - | - | - | -- |
| Para atletismo      | 2 | 1 | 0 | 3  |
| Para tiro con arco  | 1 | 1 | 0 | 2  |
| Para taekwondo      | 1 | 0 | 0 | 1  |
| Para tenis de mesa  | 0 | 1 | 2 | 3  |
| Para natación       | 0 | 1 | 1 | 2  |
| Tiro para deportivo | 0 | 1 | 0 | 1  |
| Total               | 4 | 5 | 3 | 12 |